# Vesuvio
«Везувіо» (італ. Vesuvio) — бронепалубний крейсер типу «Етна» Королівських ВМС Італії кінця XIX століття.

## Історія створення
Крейсер «Везувіо» був закладений 10 липня 1884 року на верфі «Oriando» у місті Ліворно. Свою назву отримав від назви вулкану Везувія. Спущений на воду 21 березня 1886 року, вступив у стрій 16 березня 1888 року.

## Історія служби
Після вступу у стрій крейсер «Стромболі» декілька разів брав участь у маневрах флоту біля узбережжя Італії.
У 1896 році був виведений в резерв, але незабаром знову введений у стрій.
У 1899 році він разом із крейсерами «Стромболі» та «Етторе Ф'єрамоска» вирушив на Далекий Схід, де у складі Альянсу восьми держав взяв участь у придушенні Боксерського повстання. Після придушення повстання крейсер залишився в китайських водах до 1901 року. 
У 1906-1909 роках крейсер здійснив ще один похід на Далекий Схід, після чого у травні 1911 року він був виведений в резерв, а у 1915 році проданий на злам.